# Crossobamon orientalis
Crossobamon orientalis är en ödleart som beskrevs av  Blanford 1876. Crossobamon orientalis ingår i släktet Crossobamon och familjen geckoödlor. Inga underarter finns listade i Catalogue of Life.